# Йоле, Джо
Йоаннес Адрианюс (Джо) Йоле (нидерл. Joannes Adrianus "Jo" Jole; 21 декабря 1890, Тилбург, Северный Брабант — 2 февраля 1953, Херлен, Лимбург), также известный как Ян Йоле (нидерл. Jan Jole) — нидерландский футболист, игравший на позициях полузащитника, крайнего и центрального нападающего. Наиболее известен как игрок клуба «Виллем II» из Тилбурга.
Начинал карьеру в чемпионате Брабантского футбольного союза, играл за тилбургский «Эксельсиор». Позже выступал в чемпионате Лимбургского футбольного союза за команды «Л’авенир» и МСВ, а в 1919 году стал игроком клуба МВВ. В первом сезоне помог команде занять первое место в южной группе чемпионата.
В конце декабря 1920 года, получив разрешение от Нидерландского футбольного союза, перешёл в «Виллем II», в составе которого выступал на протяжении пяти лет. В сезоне 1925/26 играл за небольшой шахтёрский клуб «Эмма» из Требека, а августе 1926 года перешёл в «Рурмонд». Завершил игровую карьеру в клубе «Эмма» — в 1936 году вошёл в состав комитет команды.
В составе сборной Нидерландов сыграл два товарищеских матча.

## Личная жизнь
Йоаннес Адрианюс родился в декабре 1890 года в городе Тилбург. Отец — Фердинанд Йоле, мать — Мария Корнелия Стоккерманс, оба родителя были родом из Тилбурга. Помимо него, в семье было ещё семеро детей: двое дочерей и пятеро сыновей.
Был железнодорожным работником. Йоле женился в возрасте двадцати шести лет — его избранницей стала Анна Мария Катарина Бронкерс, уроженка Маастрихта. Их брак был зарегистрирован 9 июня 1917 года в муниципалитете Гер эн Кер.
Умер 2 февраля 1953 года в возрасте 62 лет в Херлене. Его супруга умерла в январе 1966 года в возрасте 73 лет.

## Матчи и голы за сборную
| № | Дата           | Оппонент | Д / Г | Счёт | Голы | Соревнование      |
| - | -------------- | -------- | ----- | ---- | ---- | ----------------- |
| 1 | 29 апреля 1923 | Бельгия  | Д     | 1:1  | —    | Товарищеский матч |
| 2 | 10 мая 1923    | Германия | Г     | 0:0  | —    | Товарищеский матч |

Итого: 2 матча / 0 голов; 2 ничьи.